# ATTI
ATTI是一個獨立的倫敦韓國流行音樂女子組合、該團體由3名成員組成：Nicole、Chunseo和Coco、她們之前於2020年4月15日以 KAACHI身份首次亮相、並在FrontRow Records旗下發行了單曲Your Turn、  2023年2月28日、KAACHI宣布正式解散、組合改名ATTI以單曲《 BLUE》重新出道。

## 團體資料
2023年2月28日、在成員Nicole、Chunseo和Coco決定離開樂隊和廠牌後、Kaachi正式解散。
Nicole、Chunseo和Coco繼續在他們的獨立團體ATTI出道。

## 成員資料
| Coco    |  | 都沇秀                 | Do Yeonsoo                  | 도연수                 | 1994年1月5日 ·         | 隊長、主唱、主舞 |
| Nizz    |  | 妮可·哈迪森·埃爾南德斯 | Nicole Harddisson Hernandez | 니콜 하디슨 에르난데스 | 1999年8月25日 · 英格兰 | 主唱、主舞       |
| Chunseo |  | 露絲·吉列姆·高美斯     | Ruth Guillem Gomez          | 루스 길렘 고메즈       | 2000年5月28日 · 英格兰 | 主唱、忙內       |

## 發展歷程

### 出道前
'Kaachi是由FrontRow Records組建的英國女子組合、她們於2020年月15日推出數字單曲Your Turn。 最初以4人團體形式首次亮相、Dani於2021年7月23日離開該團體、Coco緊隨其後於2022年9月3日離開。
在剩餘成員Nicole 和Chunseo離開後、
該樂隊於2023年2月28日正式解散。

### 2023年
8月11日組合更放名字為ATTI後釋出第一首主打曲《BLUE》預告。
10月份將會推出迷你專輯SCHEDULE，組合釋出專輯寫真。釋出組合成員COCO專輯寫真，釋出組合成員CHUNSEO專輯寫真，釋出組合成員nichole專輯寫真，釋出組合全體成員專輯寫真。
10月6日釋出歌曲《Regeneration》的預告片。
10月8日釋出歌曲《Regeneration》的Performance Video。
10月10日釋出歌曲《Regeneration》的 Still
Performance Video。
10月16日釋出歌曲《Regeneration》的 Dance Practice。

## 音樂作品

### 數位單曲
| 單曲 # | 單曲資料                                                 | 曲目                 |
| ------ | -------------------------------------------------------- | -------------------- |
| 1st    | 《Blue》 - 發行日期：2023年8月11日 - 語言：韓語          | 曲目 1. Blue         |
| 2nd    | 《Regeneration》 - 發行日期：2023年10月07日 - 語言：韓語 | 曲目 1. Regeneration |

## 影音作品

### 音樂錄影帶
| 日期    | 歌名         | 影音   | 備註   |
| 2023年  | 2023年       | 2023年 | 2023年 |
| ------- | ------------ | ------ | ------ |
| 8月11日 | Blue         | MV     | [ 21 ] |
| 10月7日 | Regeneration | MV     | [ 22 ] |

## 外部連結
- ATTI的X（前Twitter）
- ATTI的Instagram帳戶
- YouTube上的ATTI頻道 （页面存档备份，存于）

個人連結
- Coco的Instagram帳戶
- Nicole的Instagram帳戶
- Chunseo的Instagram帳戶